# Шокиров, Усмонкул Шокирович
Усмонкул Шокирович Шокиров (29 октября 1942, Айнинский район, Ленинабадская область, Таджикская ССР — 11 января 2011[уточнить]) — советский и таджикский государственный деятель. Министр охраны природы Республики Таджикистан с 1999 по 2004 год.

## Биография
Родился в 1942 году в кишлаке Похути. Член КПСС с 1964 года. Работал в колхозе «Коммунизм» Бохтарского района Таджикской ССР. Позднее там же он занял пост секретаря комитета комсомола в колхозе.
Работал заведующим орготделом Вахшского РК ЛКСМ Таджикистана, первым секретарём Курган-Тюбинского горкома ЛКСМТ, заведующим сельхозотделом Курган-Тюбинского ГК компартии Таджикистана, заведующим сельхозотделом Курган-Тюбинского областного комитета КП Таджикистана, первым секретарём Ленинского райкома КП Таджикистана, первым заместителем исполкома Хатлонского областного Совета народных депутатов, первым заместителем председателя исполкома Курган-Тюбинского областного Совета народных депутатов, генеральным директором ПО «Тоджикабрешим», хукумом Айнинского района.
С 1988 по 1992 годы Шокиров занял пост первого заместителя председателя Хатлонской области, возглавляя при этом одну из агропромышленных структур региона.
Избирался народным депутатом Верховного Совета Таджикской ССР 11-го и 12-го созывов, депутатом Маджлиси Оли Таджикистана (1995).
В сентябре 1999 года был назначен министром охраны природы Таджикистана. На этом посту он отметился  двусторонним сотрудничеством с Глобальным экологическим фондом и Республикой Армения. В январе 2004 оставил министерский портфель и занял пост заведующего отделом экологии и чрезвычайных ситуаций Исполнительного аппарата президента Республики Таджикистан. В январе 2006 года был уволен в связи с выходом на пенсию.